# Framiré
Terminalia ivorensis
Espèce
Classification phylogénétique
Statut de conservation UICN

 VU A1cd : Vulnérable
Le framiré, de son nom scientifique Terminalia ivorensis, est une espèce de plantes à fleurs de la famille des combrétacées. C'est un arbre reconnaissable par ses branches s'organisant en couronne autour du jeune tronc. Il est très répandu en Afrique de l'Ouest, particulièrement en Côte d'Ivoire. Sa croissance est rapide et développe un tronc plus ou moins droit. Il est souvent utilisé pour les reboisements, comme on peut le constater en Côte d'Ivoire où les forêts classées clandestinement détruites sont recolonisées par des reboisements de cette espèce.
Son bois dur est souvent employé en ébénisterie et en charpenterie. Il peut être confondu à son jeune âge avec le Terminalia superba ou Fraké bien qu'il ait des feuilles moins larges que ce dernier.